# Маркин, Павел Михайлович (фотограф)
Павел Миха́йлович Ма́ркин (род. 7 октября 1946, Ленинград) — фотокорреспондент, декан факультета фотокорреспондентов Союза журналистов Санкт-Петербурга и Ленинградской области с 1983 года, председатель фотосекции Санкт-Петербурга, Заслуженный работник культуры России (2007). Почётный член Союза фотохудожников России.

## Биография
Впервые опубликовал снимки в печати в октябре 1968 года — в дивизионной газете «За Родину!» и окружной газете «На страже Родины».
Окончил факультет журналистики (1975) Ленинградского государственного университета.
С 1983 года — декан Факультета фотокорреспондентов имени Ю. А. Гальперина при Санкт-Петербургском Доме журналиста.
Указом Президента № 1088 от 20 августа 2007 года присвоено звание Заслуженного работника культуры РФ.
Член Правления Союза журналистов Санкт-Петербурга и Ленинградской области.

## Творчество
На счету фотохудожника — 31 персональная выставка. Победитель и лауреат многих фотоконкурсов, в том числе VIII традиционного творческого конкурса среди журналистов Санкт-Петербурга и Ленинградской области «Золотое перо-2002» («Журналист года» — Гран-при"), обладатель призов «Фарфоровый джентльмен» (Сентябрь 2006 года) и «Золотой Пеликан» (Апрель 2007 года).
30 марта 2012 года на конкурсе «Золотое перо-2011» стал обладателем специальной награды — Приза губернатора Санкт-Петербурга, а в составе творческого коллектива также признан победителем в конкурсной номинации «Событие года» за проведение в Петербурге фотоакции «Сутки напролёт». Публикует фотографии и статьи во многих печатных изданиях — газетах «Известия», «Российская газета», «Комсомольская правда», «Россия», «Санкт-Петербургские ведомости», «Смена», «Метро», «Утро», «Вечерний Петербург», «Час пик», «Пять углов», «Русский инвалид», журналах «Новый меценат», «Город», «Review inflicht» и др. 
7 октября 2011 года в выставочном зале Фонда исторической фотографии имени Карла Буллы в Петербурге состоялась юбилейная тридцатая персональная выставки Павла Маркина «Знакомые незнакомцы». В экспозицию вошли шестьдесят пять фоторабот П. М. Маркина, не публиковавшихся и не выставлявшихся ранее.

## Награды
- Орден Дружбы (1999)
- Почётный знак «300 лет Российской прессы» (2003)

## Книги
- Павел Маркин. Диагноз: Фотокорреспондент. Издательство Фонда исторической фотографии имени Карла Буллы, С.-Петербург, 2008. — ISBN 978-5-85474-103-3
- Павел Маркин. Фотофакультету — 50![7] История Факультета фотокорреспондентов имени Ю. А. Гальперина Союза журналистов Санкт-Петербурга и Ленинградской области и фотографии выпускников, отобранные его деканом. Альбом — СПб.: Пресс-Порт, 2009. — 240 с. ISBN 978-5-902664-01-7
  - Это издание было включено в шорт-лист журналистской премии «Золотое перо-2010» (Петербург и Ленинградская область) в номинации «Книжный формат»[8]